# Hydronium

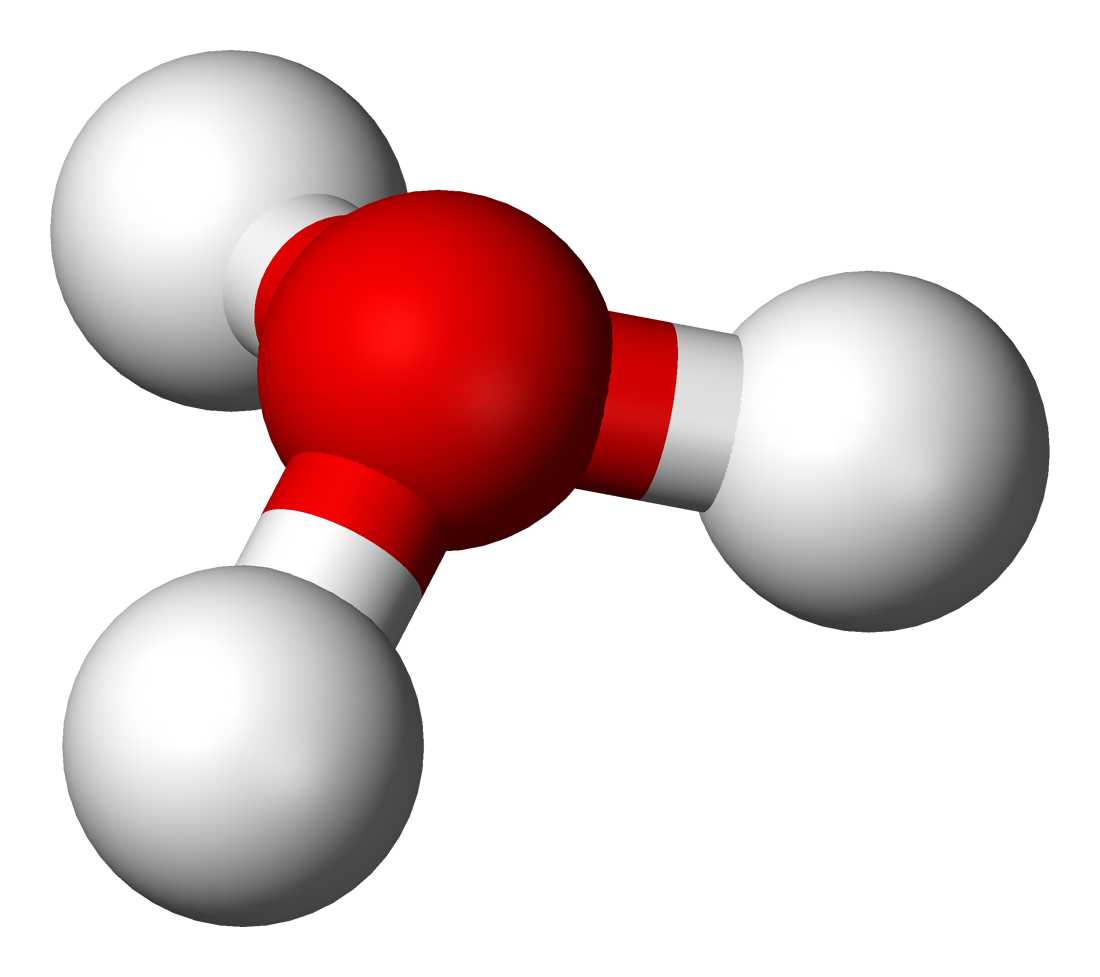
Model hydronia

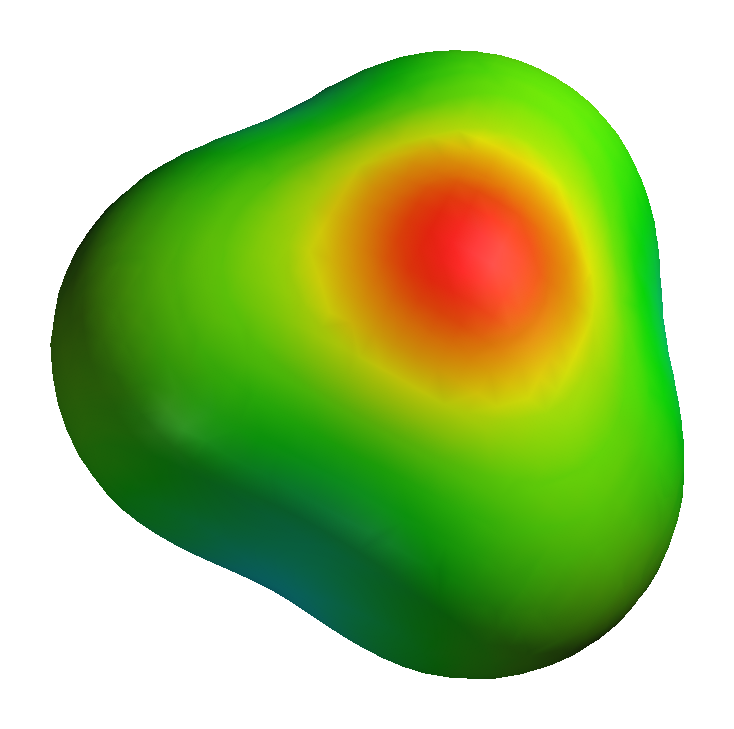
3D diagram elektrického potenciálu hydronia

Hydronium (též hydroxoniový iont či hydroxoniový kationt) je označení pro iont H3O+, který vznikne navázáním iontu H+ na molekulu vody pomocí koordinačně-kovalentní vazby.
Pro iont H3O+ se také používá název oxonium nebo přesněji hydroxonium (názvy preferované IUPAC). Nosičem náboje je v podstatě atom kyslíku a je to kationt, proto lze název oxonium odvodit ze slov oxygen = kyslík a onium = kationt.
V širším smyslu jsou oxoniové ionty názvem pro organické deriváty iontu H3O+ ve formě [R−OH2]+, [R2OH]+, [R3O]+, kde R znamená organické radikály. Pokud jsou hydronium H3O+ nebo jeho organické deriváty přítomny jako kationty soli, nazývají se tyto sloučeniny soli oxonia.

## Hydronium a faktor pH
Ionty H3O+ vznikají při autoprotolýze vody, přičemž jeden proton H+ přechází z jedné molekuly vody na druhou. V rovnováze při teplotě 25 °C jsou ve vodě ionty H3O+ stejně jako ionty OH− v molární koncentraci 10−7 mol/l, to odpovídá hodnotě faktoru pH=7. Hodnota disociační konstanty hydronia je při standardních podmínkách pKa = −1,74 .
Stabilita iontu H3O silně závisí na faktoru pH, tedy na kyselosti nebo zásaditosti prostředí. V neutrálním prostředí (čistá voda) a zásaditém prostředí je hydronium H3O+ nestabilní a velmi snadno se rozpadá na iont H+ a vodu. Uvolněný iont H+ pak buď reaguje s molekulou vody (s jinou nebo i s tou původní) za vzniku nového hydronia nebo reaguje s nějakou jinou molekulou či iontem schopným navázat vodíkový iont (například amoniak nebo OH−). V kyselém prostředí, s jeho stoupající kyselostí, stabilita hydronia roste.

## Životnost hydronia
Životnost iontu H3O+ je velmi krátká, asi 10−13 sekund. Připojený proton je totiž velmi snadno předán jiné molekule vody. V roztoku tak probíhá nepřetržitý přenos, kdy je jeden proton předáván z jednoho atomu kyslíku na další:
{\displaystyle \mathrm {\ {H_{3}O^{+}}+H_{2}O\ \rightleftharpoons \ \ {H_{2}O}+H_{3}O^{+}} }
V určitém okamžiku může být proton hydratovaný dvěma molekulami vody:
{\displaystyle \mathrm {H^{+}\cdot 2\ H_{2}O\equiv H_{5}O_{2}^{+}} }
Nebo dokonce třemi molekulami vody:
{\displaystyle \mathrm {H_{3}O^{+}\cdot 3\ H_{2}O\equiv H_{9}O_{4}^{+}} }
Výzkumy pomocí infračervené spektroskopie odhalily dokonce hydratovaný iont H13O6+. Vzhledem k tomu, že všechny tyto iontové formace ve vodném roztoku nehrají roli ve stechiometrických výpočtech, používá se pro hydronium zápis H3O+.

## Stabilní soli
S některými velmi silnými kyselinami, například kyselinou chloristou, vytváří hydronium soli, které jsou stabilní i v pevném stavu.
H2O + HClO4 → [H3O]ClO4